# 中国地質博物館
中国地質博物館（ちゅうごくちしつはくぶつかん）は中華人民共和国北京にある地質学の博物館で、アジアで最大の地質学博物館である。20万点以上の収蔵資料を持ち、多くの珍しい資料が含まれ、研究成果を含め高い評価を得ている。等級区分は中国国家一級博物館に分類される。

## 概要
1959年10月1日に北京に設立された。中国最古の地質博物館である。中国の国宝にされている恐竜の最も完全な化石標本である山東竜や、遼寧省の西部で発見された始祖鳥の化石や、北京人や元謀人、山頂洞人など著名な古人類化石、北京の周口店で発見された石器、骨製の道具、装飾品、「辰砂の王」と呼ばれる237gの辰砂結晶、中国で発見された60以上の鉱物が展示された。
2,500m2の展示スペースは5つの展示ゾーンからなり、地質学資源、地球の歴史、地層古生物学、岩石と鉱物、ダイヤモンドの展示ホールがある。地質学資源ホールは地質資源とその分類を展示し、地球の歴史ホールは地球の生成や構造、地球のダイナミズムを紹介している。地層古生物学ホールは大量の魚類、鳥類や昆虫など貴重な生物化石が展示されている。
なお、この博物館は、日本の鉱物学者豊遙秋が、長年個人で収集してきた鉱物標本約4000点を、2006年に寄贈したことでも知られる。